# 덕진현

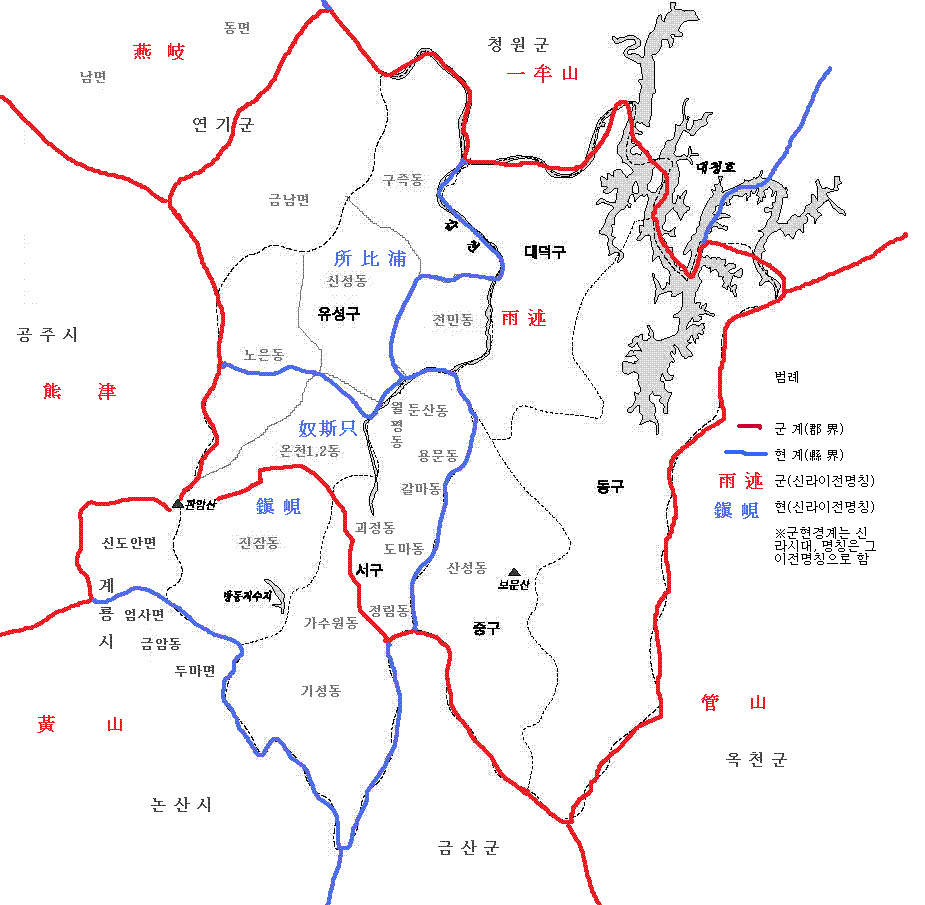
고대 대전 대략도

덕진현(德津縣)은 고려시대의 지명으로 대전광역시 유성구 덕진동을 중심으로 대전광역시 유성구 일부와 세종특별자치시(연기군) 금남면 일대를 관할하던 행정구역이다.

## 위치, 영역
옛 기록에 “덕진현은 공주(公州) 동쪽 50리 지점에 있다”라고 쓰여 있다.
현재의 대전광역시 유성구의 행정동 중 법정동인 덕진동을 관할하는 신성동과 구즉동, 세종특별자치시의 남단 금남면이 옛 덕진현이었다.

## 역사
- 구즉동에서 구석기시대, 구성동, 갑천에서 신석기 유적이 발견 보고되었다.
- 구성동에서 청동기 시대의 유적이 확인되었다. 이시기의 덕진동은 삼한시대에 마한의 신흔국의 영역이었다.
- 서기 9년. 온조왕의 백제국이 마한을 패망시키고 노령산맥 이북의 마한땅을 합병하자 신흔국도 백제의 영역으로 편입되었다. 덕진동등 유성구 북쪽에는 소비포현(所比浦縣)이 설치되었다.
- 한성백제의 패망으로 백제의 중핵이 경기도에서 충남 일대로 옮겨진 뒤 전국의 행정구역이 5방(方)제로 재편되자 소비포현은 웅진에 설치된 북방에 속했다.
- 660년 신라가 백제를 멸망시키자 당나라가 백제고토를 가로채 웅진 도독부를 설치했다. 옛 노사지를 중심으로 노신현이 구획되었다.
- 671년 문무왕 11년에 신라군이 사비성을 탈환해 이를 치소로 소부리주를 설치하자 이에 속했다.
- 757년 경덕왕 16년 행정체제 개편으로 적오현(赤烏縣) 또는 적조현(赤鳥縣)으로 개명해 웅천주 비풍군(比豊郡)의 영현이 되었다.
- 고려시대에 적오현은 지금의 이름인 덕진현으로 개명했다. 봉산동(행정동은 구즉동)에 박산소(撲山所)가 있었다.
- 1018년 고려 현종 9년에 비풍군이 통째로 공주목에 편입되었다. 덕진현이 이 시기에 폐현(廢縣)되었다.
- 조선시대 옛 덕진현은 공주군의 탄동면(炭洞面)(현재의 유성구 신성동), 구즉면(九則面)(현재의 유성구 구즉동) 명탄면(鳴灘面), 양야리면(陽也里面)(현재의 연기군 금남면)이었다.
- 1914년 탄동면과 구즉면은 대전군에, 명탄면과 양아리면은 금남면으로 통폐합되어 연기군에 편입되었다.
- 2012년 7월 1일 세종특별자치시로 편입되었다.